# Oxira nigrobasalis
Oxira nigrobasalis là một loài bướm đêm trong họ Noctuidae.